# Panhypopituitarismus
Als Panhypopituitarismus (synonym Morbus Simmonds und Simmondssche Krankheit) bezeichnet man eine Krankheit, bei der ein Mangel oder ein Fehlen sämtlicher in dem Hypophysenvorderlappen gebildeter Hormone besteht. Im engeren Sinne beschreibt es die generalisierte Form der Hypophysenvorderlappen-Insuffizienz.
Die folgenden in der Hypophyse gebildeten Hormone sind betroffen:
- kein TSH: Hypothyreose
- kein ACTH: sekundäre Nebennierenrindeninsuffizienz
- kein MSH: Blässe
- kein FSH und LH: Keimdrüsenunterfunktion, Amenorrhö
- kein Prolaktin: Agalaktie
- kein Wachstumshormon: Kleinwuchs (im Kindesalter), Stammfettsucht, KHK

Erstbeschreiber des tödlichen Krankheitsbildes mit Hypophysenschwund war 1914 der Hamburger Pathologe Morris Simmonds (1855–1925).

## Ursachen
- Hypophysentumor
- Autoimmunprozesse
- Sheehan-Syndrom (postpartale Hypophysennekrose)
- Hämochromatose[3]

## Seltene Ursachen
Eine ungewöhnliche Ursache eines Panhypopituitarismus ist ein durch einen Unfall bedingter Abriss des Hypophysenstiels. Die vollständige Durchtrennung des Hypophysenstiels (Hypophysenstielunterbrechungssyndrom) scheint eine eher seltene Erkrankung zu sein. Allerdings könnte es eine hohe Dunkelziffer geben. Es gibt in USA jährlich ca. 1.5 bis 2 Mio. Fälle von Schädelhirntraumen. Bei mittelschweren Schädelhirntraumen treten bei ca. 30–40 % der Patienten Störungen der Hypophysenfunktion auf. Aus diesem Grund wird bei diesen Menschen in Verdachtsfällen stets eine endokrinologische Abklärung empfohlen. Der erste Bericht eines Hypopituitarismus nach Kopfverletzung datiert aus dem Jahr 1918.

## Symptome
Klinische Symptome setzen erst bei einer Zerstörung von 80 % der Hypophysenzellen ein. Die Krankheitssymptome erklären sich durch das Fehlen der einzelnen Hormonwirkungen, insbesondere Störung des Wachstums, des Stoffwechsels und der Fertilität.
Merke: Die „7 A’s“: kaum Achselbehaarung, kaum Augenbrauen, Amenorrhö, Agalaktie, Apathie, Adynamie und alabasterfarbene Blässe.

## Therapie
Neben einer kausalen Therapie der zugrundeliegenden Krankheit (z. B. Tumor), werden die verminderten Hormone substituiert: Testosteron bzw. Östrogen/Gestagen, Thyroxin, Cortisol und Wachstumshormon. Die Dosierung erfolgt aufgrund des klinischen Befundes und unter regelmäßigen Kontrolle der substituierten Hormone. Die Dosierung des Cortisols muss in Stresssituationen nach oben angepasst werden, da Cortisol ein sogenanntes Stresshormon ist.